# アーネスト・レンショー
アーネスト・レンショー（Ernest Renshaw, 1861年1月3日 - 1899年9月2日）は、イングランド・レミントン出身の男子テニス選手。フルネームはジェームズ・アーネスト・レンショー（James Ernest Renshaw）という。ウィンブルドン選手権が黎明期にあった頃の1880年代に、双子の弟であるウィリアム・レンショーとともに“兄弟テニス選手”として活躍した。ウィンブルドン選手権の男子シングルス6連覇で有名な弟のウィリアムに比べると、兄のアーネストは陰に隠れがちな存在であったが、兄弟でシングルス優勝を争ったり、ダブルスでペアを組んで活躍した。

## 来歴
1861年1月3日、イングランドのレミントンにあるレンショー家で双子の兄弟が誕生した時、先にアーネストが生まれ、15分後に弟のウィリアムが生まれた。世界最古のテニス・トーナメントであるウィンブルドン選手権は、1877年に第1回大会が行われた。双子の兄弟は1880年、19歳の時にウィンブルドン選手権のダブルスで初優勝する。最初期のウィンブルドン男子ダブルスは、1879年から1883年までオックスフォードで実施された。男子ダブルスがシングルスと同じオールイングランド・クラブで実施され、選手権の公式優勝記録表に記載されるのは1884年以後になる。レンショー兄弟はオックスフォード開催の男子ダブルスで1880年・1881年の2度優勝しているが、最初の2勝はウィンブルドン選手権の公式優勝記録表に記載されない。したがって、兄弟ダブルスの「公式優勝回数」は1884年以後の「5勝」となる。
1882年、アーネスト・レンショーは第6回大会で初めてのシングルス決勝戦に進出したが、双子の弟のウィリアムに 1-6, 6-2, 6-4, 2-6, 2-6 で敗れた。当時の競技システムは、現在とは大きく異なっていた。まず「チャレンジ・ラウンド」（挑戦者決定戦）が行われ、大会前年優勝者を除くほかの選手たちがトーナメントを戦い、それを制した選手が前年優勝者と決勝を戦う「オールカマーズ・ファイナル」で優勝を決定していた。ウィリアムは1881年に初優勝を飾り、1882年の大会は「チャレンジ・ラウンド」の勝者を待つ立場であったが、アーネストがチャレンジ・ラウンドを制して「オールカマーズ・ファイナル」に進出したのである。1883年と1887年にも、アーネストはチャレンジ・ラウンドを制しながらも「オールカマーズ・ファイナル」で敗れ、1883年はウィリアムに、1887年はハーバート・ローフォードに敗れている。1888年の決勝で、アーネストはついにローフォードを 6-3, 7-5, 6-0 で破り、宿願のシングルス初優勝を達成した。1889年にアーネストは初めてチャレンジ・ラウンドの勝者を待つ立場になったが、再び弟のウィリアムに決勝で屈してしまう。アーネスト・レンショーのウィンブルドン男子シングルス決勝成績は「1勝4敗」で終わり、そのうち1882年・1883年・1889年の3度が弟のウィリアムとの“兄弟対決の決勝”であった。
レンショー兄弟は2人とも早逝している。先に兄のアーネストが1899年9月2日に38歳で亡くなった。兄の死からわずか5年後、弟のウィリアムも1904年8月12日に43歳で死去した。1983年、レンショー兄弟は2人揃って国際テニス殿堂入りを果たしている。

## ウィンブルドン選手権の成績
- 男子シングルス優勝：1888年　［準優勝4度：1882年・1883年・1887年・1889年］
- 男子ダブルス優勝：1880年・1881年・1884年-1886年・1888年・1889年　［総計7勝。すべてウィリアムとのペア］